# Мэттьюс, Эл
Эл Мэттьюс (англ. Al Matthews, 21 ноября 1942, Бруклин, Нью-Йорк, США — 22 сентября 2018, Ориуэла, Испания) — американский фолк-певец и актёр британского происхождения, ветеран Вьетнамской войны и бывший диджей BBC Radio 1.

## Биография
Эл Мэттьюс родился 21 ноября 1942 год в Бруклине, одном из районов Нью-Йорка.
Во время Войны во Вьетнаме Мэттьюс служил в 1-й дивизии корпуса морской пехоты США. Он стал первым чернокожим сержантом этой дивизии, был дважды награждён Пурпурным сердцем за боевое ранение.
После войны Мэттьюс решил стать музыкантом, и в 1975 году его песня «Fool» стала хитом и находилась на 16-м месте на UK Singles Chart.
В 1986 году Эл Мэттьюс снялся во второстепенной роли сержанта Эла Эйпона в фильме «Чужие».
В 2013 году принял участие в озвучивании игры Aliens: Colonial Marines, где его персонажем снова стал сержант Эйпон.
Мэтьюс был найден мертвым в своем доме в Аликанте на Средиземноморском побережье Испании.

## Фильмография
| Год  |    | Русское название             | Оригинальное название    | Роль                          |
| ---- | -- | ---------------------------- | ------------------------ | ----------------------------- |
| 1979 | ф  | Янки                         | Yanks                    | чернокожий морпех на танцполе |
| 1980 | ф  | Грубая огранка               | Rough Cut                | Фергюсон                      |
| 1981 | ф  | Омен III: Последний конфликт | The Final Conflict       | работник                      |
| 1981 | ф  | Регтайм                      | Ragtime                  | Мэтр Ди                       |
| 1983 | ф  | Супермен 3                   | Superman III             | начальник пожарных            |
| 1986 | ф  | Чужие                        | Aliens                   | сержант Эл Эйпон              |
| 1988 | ф  | Грозовой понедельник         | Stormy Monday            | ди-джей на радио              |
| 1997 | ф  | Пятый элемент                | The Fifth Element        | генерал Тюдор                 |
| 1997 | ф  | Завтра не умрёт никогда      | Tomorrow Never Dies      | мастер сержант #3             |
| 2013 | ки | Чужие: Колониальные морпехи  | Aliens: Colonial Marines | сержант Эл Эйпон              |